# József Csermely
József Csermely (født 3. januar 1945 i Kunhegyes) er en ungarsk tidligere roer.

## Rokarriere
Csermely roede i begyndelsen af sin karriere firer med styrmand og vandt sammen med blandt andet György Sarlós EM-sølv i denne båd i 1967. Året efter havde de to fået selskab af Csermelys svogre Zoltán og Antal Melis i fireren uden styrmand, og denne besætning deltog i OL 1968 i Mexico City og vandt sit indledende heat. I finalen var det de østtyske verdens- og europamestre, der var stærkest og vandt guldet, mens Csermely og hans båd fik sølv og Italien bronze.
OL-fireren deltog uændret ved EM i 1969 og vandt også her sølv. Csermely var i 1971 med til at blive nummer fire ved EM i otteren, mens han sammen med Antal Melis ved OL 1972 i München ifirer med styrmand ikke avancerede fra indledende runde. I 1973 var han igen med i otteren til at hente en ny EM-fjerdeplads.

## OL-medaljer
- 1968:  Sølv i firer uden styrmand